# Rżewski pomnik radzieckiego żołnierza
Rżewski pomnik radzieckiego żołnierza (ros. Ржевский мемориал Советскому солдату) – rosyjski pomnik znajdujący się w pobliżu wsi Choroszewo, w obwodzie twerskim. Poświęcony jest żołnierzom radzieckim poległym w walkach w bitwie o Rżew w latach 1942–1943 podczas tak zwanej Wielkiej Wojny Ojczyźnianej.

## Historia
Inicjatorami wzniesienia pomnika byli weterani Wielkiej Wojny Ojczyźnianej, którzy zwrócili się do Komitetu Państwa Związkowego Rosji i Białorusi i oddziałów poszukiwawczych Rosyjskiego Wojskowego Towarzystwa Historycznego z prośbą o utrwalenie pamięci o swoich towarzyszach z okazji 75. rocznicy Zwycięstwa. W międzynarodowym konkursie architektoniczno-artystycznym zwyciężył projekt rzeźbiarza Korobcowa i architekta Fomina. Budowa pomnika rozpoczęła się w styczniu 2020 roku i zakończyła na początku maja. Pomimo ukończenia budowy na czas obchodów rocznicy zakończenia II wojny światowej, w związku z pandemią COVID-19 zdecydowano, że otwarcie nastąpi miesiąc później. Pomnik otwarto podczas publicznej ceremonii 30 czerwca przy obecności prezydenta Rosji Władimira Putina, prezydenta Białorusi Aleksandra Łukaszenki i weteranów Armii Czerwonej.

## Galeria

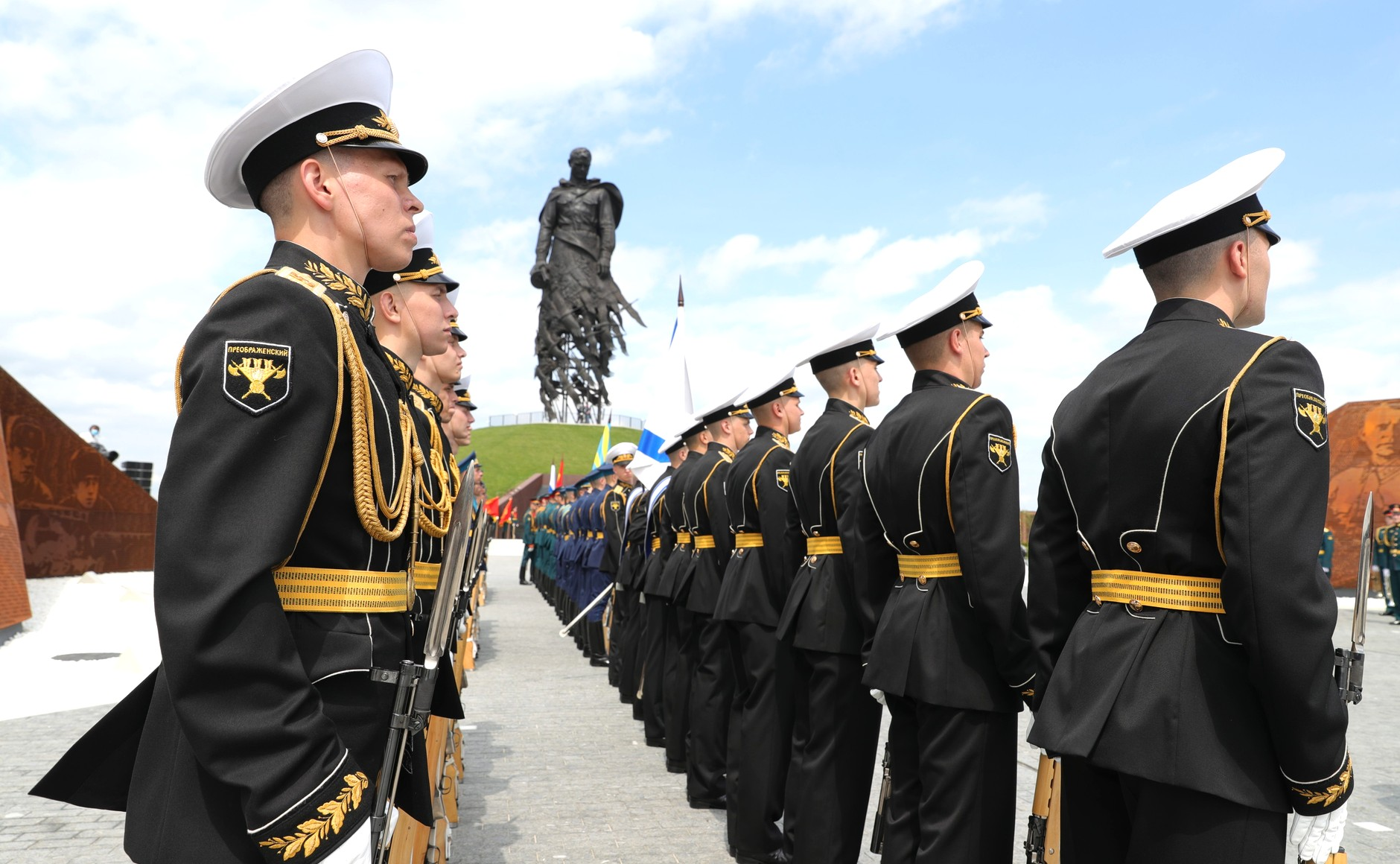
Ceremonia otwarcia
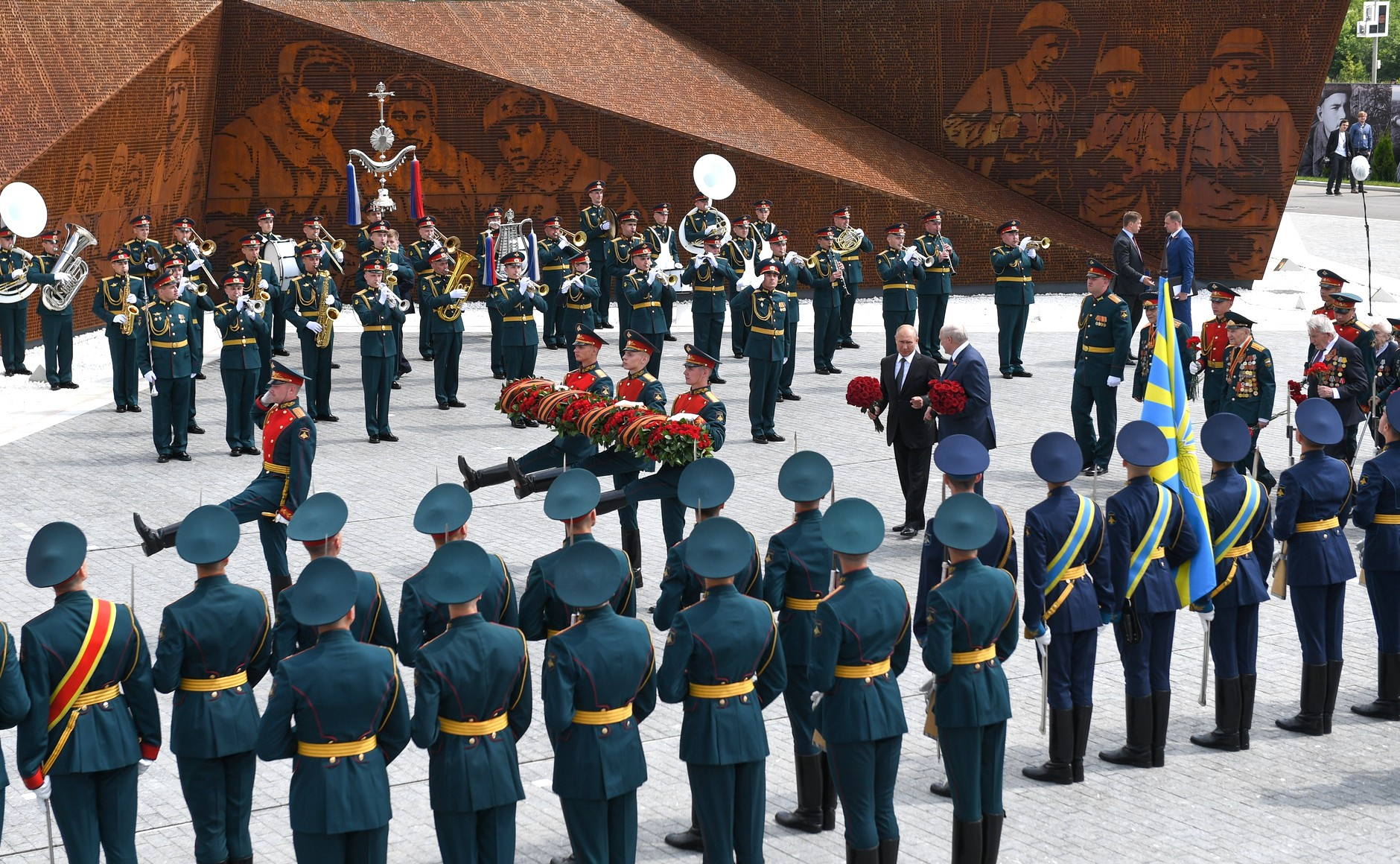
Prezydenci Władimir Putin i Aleksandr Łukaszenko podczas otwarcia pomnika
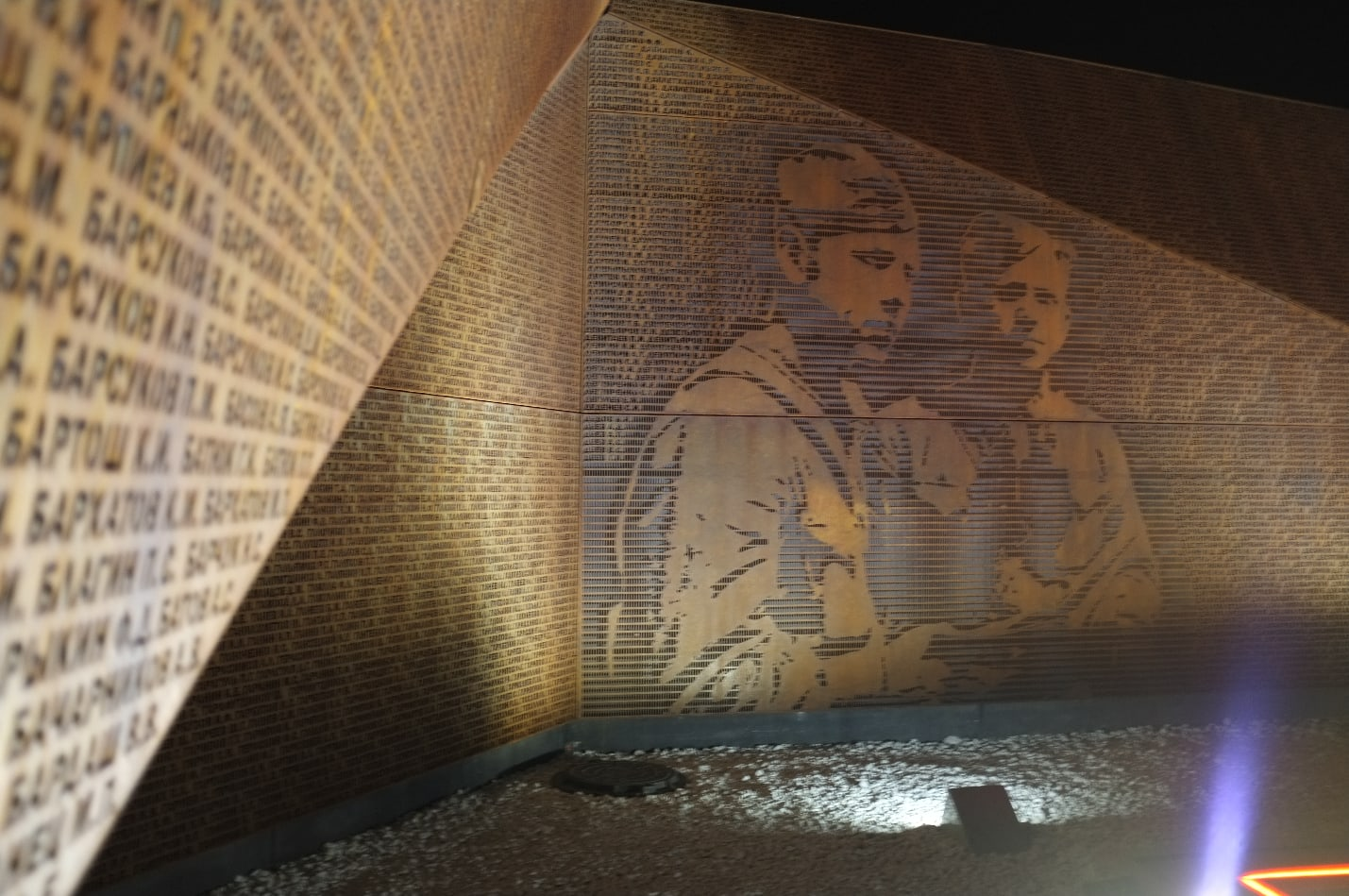
Wizerunek wojskowych złożony z nazwisk żołnierzy biorących udział w bitwie
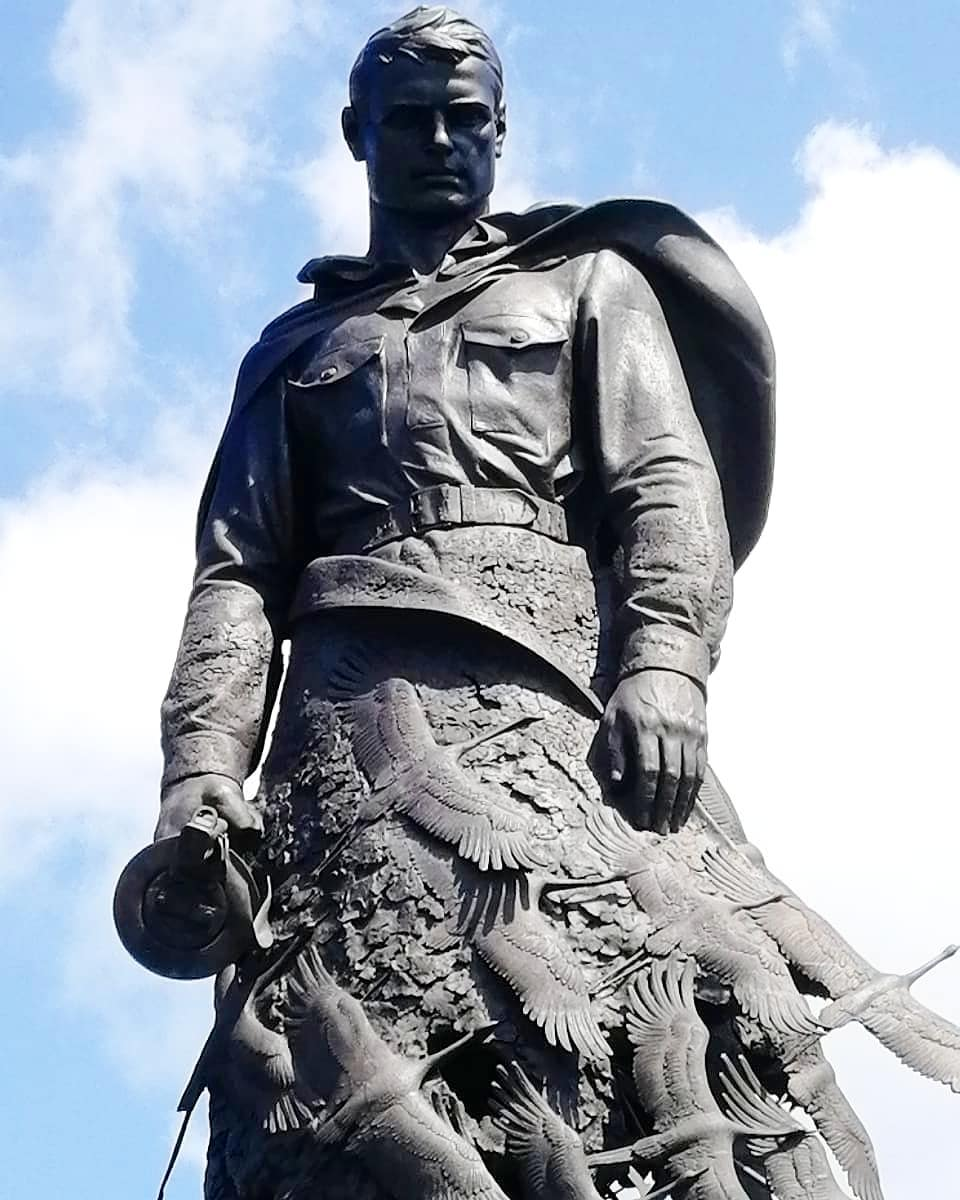
Postać żołnierza
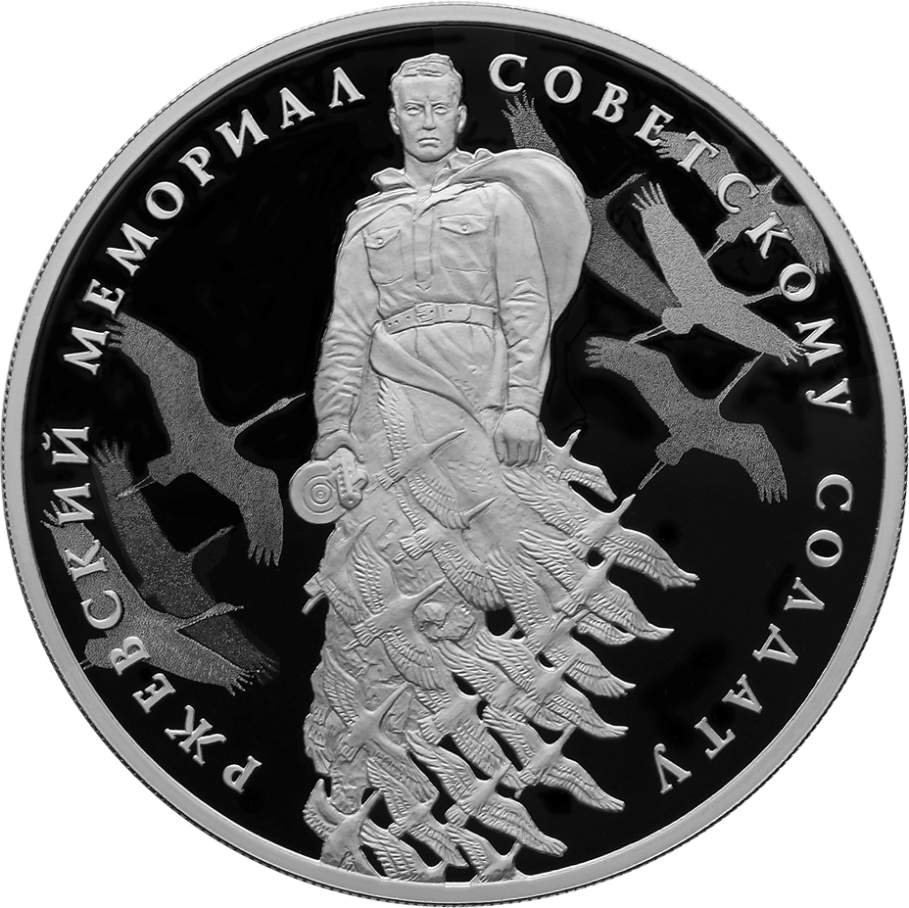
Moneta okolicznościowa o wartości 3 rubli z wizerunkiem pomnika z 2020 roku